# Mira Craig

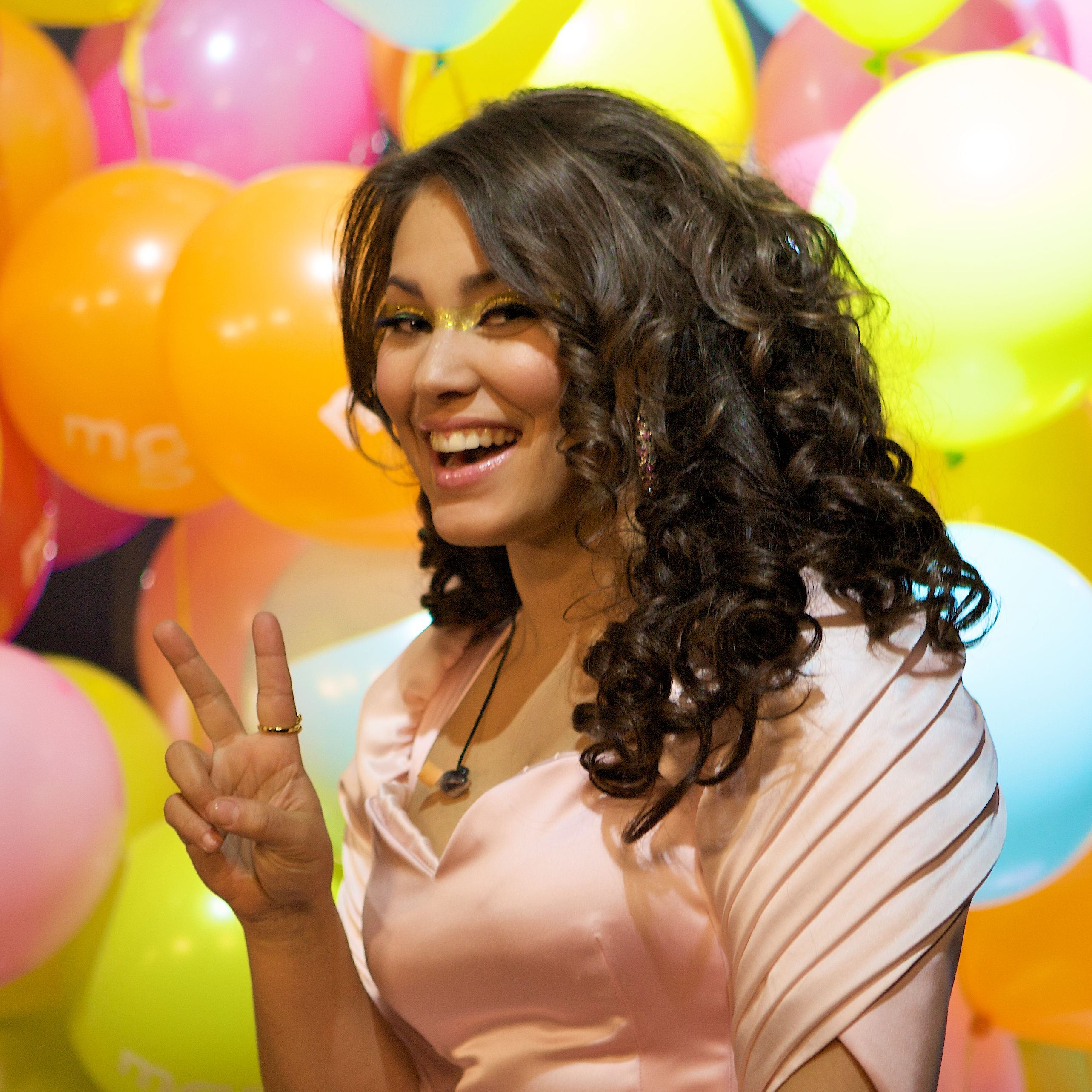
Mira Craig

Mira Sherdin Craig (ur. 31 lipca 1982 w Oslo) – norwesko-amerykańska wokalistka i kompozytorka. 
Craig jest autorką i producentem wszystkich swoich utworów, do których sama tworzy i reżyseruje teledyski. W wieku 12 lat wystąpiła w norweskim programie Midt i smørøyet telewizji NRK, wykonując piosenkę "I Wanna Dance With Somebody" Whitney Houston, po udziale w którym otrzymała możliwość prowadzenia programu telewizyjnego.
Jej ojciec pochodzi z Baton Rouge w Luizjanie.